# Mollet del Vallès (ort)
Mollet del Vallès (baskiska: Mollet del Valles) är en ort i Spanien.   Den ligger i provinsen Província de Barcelona och regionen Katalonien, i den östra delen av landet, 500 km öster om huvudstaden Madrid. Mollet del Vallès ligger 73 meter över havet och antalet invånare är 52 484.
Terrängen runt Mollet del Vallès är platt åt nordväst, men åt sydost är den kuperad. Mollet del Vallès ligger nere i en dal.  Närmaste större samhälle är Barcelona, 17,4 km söder om Mollet del Vallès. Runt Mollet del Vallès är det i huvudsak tätbebyggt.